# Hebeloma vejlense
Hebeloma vejlense là một loài nấm ở Hymenogastraceae.